# جزيرة سانانا

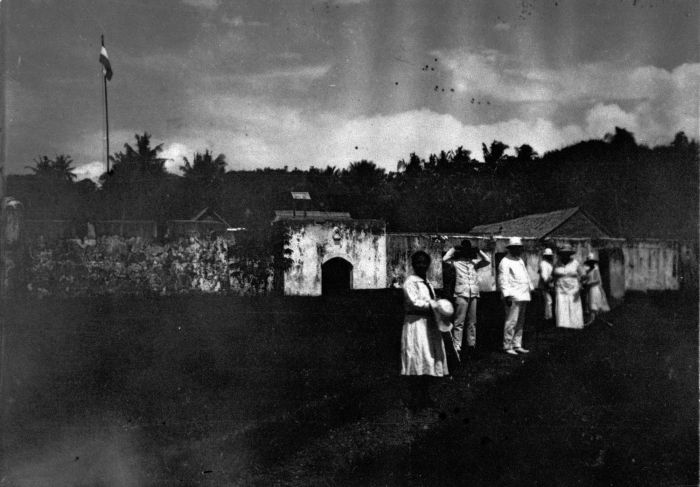
حصن بينتنغ دي فيرلاختنغ في جزيرة سانانا عام 1921

جزيرة سانانا هي إحدى جزر سولا الرئيسية الثلاث وأكثرها سكاناً، والتي هي جزء من الجزر في مقاطعة مالوكو الشمالية في إندونيسيا. وتقع جنوب جزيرة مانغول.
يقع في جزيرة سانانا حصن بينتنغ دي فيرلاختنغ الذي يعود للفترة الهولندية.
وتبلغ مساحة الجزيرة 558 كيلومتر مربع.
وترتبط جزيرة سانا بواسطها مطارها إلى جزر تيرنات وأمبون الذي تصله رحلات شركة طيران تريغانا.
وقد عانت جزيرة سانانا من نزاعات طائفية خطيرة بين المسلمين والمسيحيين خلال عام 1999.